# Chrysopilus bequaerti
Chrysopilus bequaerti är en tvåvingeart som beskrevs av Charles Howard Curran 1931. Chrysopilus bequaerti ingår i släktet Chrysopilus och familjen snäppflugor.
Artens utbredningsområde är Kuba. Inga underarter finns listade i Catalogue of Life.